# Wylie Watson
Wylie Watson (* 6. Februar 1889 in Lanarkshire, Schottland als John Wylie Robertson; † 3. Mai 1966) war ein schottischer Schauspieler.

## Leben und Karriere
Wylie Watson wurde in eine Familie schottischer Unterhaltungskünstler geboren und trat bereits früh als Knabensopran auf. Später reiste er mit einer Theatertruppe um die Welt; unter anderem spielte er in Australien, Neuseeland, Südafrika und Indien. Seine erste Filmrolle erhielt er während eines Aufenthalts in den USA: Er übernahm einen kleinen Part in Sam Woods Komödie It's a Great Life aus dem Jahr 1929, doch weitere Filmangebote in Hollywood blieben aus. Daraufhin kehrte er nach Großbritannien zurück, wo er in den 1930er-Jahren zu einem vielseitigen Nebendarsteller des britischen Kinos wurde. Watson, eher kleingewachsen und mit einem Schnurrbart, spielte vor allem seriöse und pingelige Figuren in Nebenrollen.
Seine wahrscheinlich bekannteste Rolle übernahm Watson im Jahr 1935 als Mr. Memory, die Music-Hall-Attraktion mit dem brillanten Gedächtnis, in Alfred Hitchcocks Filmklassiker Die 39 Stufen. Vier Jahre später spielte er erneut unter Hitchcocks Regie in Riff-Piraten neben Charles Laughton und Maureen O’Hara, diesmal als einer der Strandpiraten. Insgesamt trat Watson in rund 50 Kinofilmen auf, darunter als alternder Krimineller in Brighton Rock (1947), der von Richard Attenboroughs Hauptfigur in einer berühmten Szene über ein Treppengeländer in den Tod gestoßen wird, sowie als cleverer Ladenbesitzer in der Ealing-Studios-Komödie Freut euch des Lebens (1949). Anfang der 1950er-Jahre siedelte er mit seiner Frau Ada nach Australien über. Nach neun Jahren Pause stand er 1960 noch einmal für einen Film vor der Kamera: In dem in Australien gedrehten Abenteuerdrama Der endlose Horizont mit Deborah Kerr und Robert Mitchum spielte er die Nebenrolle des Herb Johnson.
Wylie Watson starb 1966 im Alter von 77 Jahren, nach einigen Quellen in Schottland, nach anderen in Australien.

## Filmografie (Auswahl)
- 1929: It's a Great Life
- 1932: For the Love of Mike
- 1935: Die 39 Stufen (The 39 Steps)
- 1939: Riff-Piraten (Jamaica Inn)
- 1943: Das heilige Feuer (The Lamp Still Burns)
- 1945: Waterloo Road
- 1946: Die Jahre dazwischen (The Years Between)
- 1947: Brighton Rock
- 1948: Mein Bruder Jonathan (My Brother Jonathan)
- 1949: Freut euch des Lebens (Whisky Galore!)
- 1950: Die unbekannte Zeugin (Your Witness)
- 1950: Die Nacht begann am Morgen (Operation Disaster)
- 1950: Madeleine
- 1951: Glücklich und verliebt (Happy Go Lovely)
- 1960: Der endlose Horizont (The Sundowners)